# Eztlite
La eztlite è un minerale.